# Myriam Hernández IV
Myriam Hernández IV es el título del cuarto álbum de estudio grabado por la cantautora chilena Myriam Hernández. Fue lanzado al mercado por la compañía discográfica WEA Latina el 13 de diciembre de 1994. Fue su último álbum para dicha compañía discográfica.

## Antecedentes
El álbum estuvo bajo la producción musical de Humberto Gatica, siendo el segundo disco para dicha disquera. Sería el primer disco en que la cantautora pasa por un gran momento, ya que nace su primer hijo a los pocos días de haber lanzado este disco.
Se lanzaron canciones como Ese hombre, Sentimental, Y vete ya, Lloraré, entre otros. El disco cuenta con 10 canciones, donde participaron compositores como María Angélica Ramírez, Albert Hammond, Juan Carlos Duque, Alejandro Lerner, etc. Es el primer disco de Myriam Hernández en que Juan Carlos Calderón no participa en la lista de compositores de los temas del álbum.

## Lista de canciones
| Myriam Hernández IV |                             |                                                |               |          |  |
| N.º                 | Título                      | Escritor(es)                                   | Productor(es) | Duración |  |
| 1.                  | «Ese hombre»                | María Angélica Ramírez                         |               | 4:11     |  |
| 2.                  | «Y vete ya»                 | Albert Hammond · Marti Sharron                 |               | 4:53     |  |
| 3.                  | «No hace falta más que dos» | Myriam Hernández · Juan Carlos Duque           |               | 5:05     |  |
| 4.                  | «Inevitable»                | Claude Gaudette · G.Gerard · Álvaro Scaramelli |               | 4:48     |  |
| 5.                  | «Ayúdame»                   | Myriam Hernández · Juan Carlos Duque           |               | 4:12     |  |
| 6.                  | «Te extraño»                | Alejandro Lerner                               |               | 4:10     |  |
| 7.                  | «Sentimental»               | Albert Hammond · Marti Sharron                 |               | 5:50     |  |
| 8.                  | «Lloraré»                   | Myriam Hernández · Jaime Hernández             |               | 5:22     |  |
| 9.                  | «Lo mejor que me ha pasado» | Scottie Scott                                  |               | 4:29     |  |
| 10.                 | «Por siempre juntos»        | Myriam Hernández · David Foster                |               | 3:50     |  |